# Christoph Ludwig Crell
Christophorus Ludovicus Crellius (1703-1758) (*  Leipzig, 25 de Maio de 1703 † Wittenberg, 8 de Outubro de 1758) foi poeta, literato e jurista alemão; filho do filósofo alemão Ludwig Christian Crell (1671-1733) e irmão do médico e anatomista Johann Friedrich Crell (1707–1747). Deu aulas de poesia nas Universidades de Wittenberg e de Leipzig.

## Biografia
Matriculou-se na Universidade de Leipzig em 1717. Em 1721, recebeu seu diploma com grau de Magister. No ano seguinte foi nomeado como Professor de Filosofia da universidade, e nesse mesmo ano tirou seu diploma de Direito, tornando-se professor de poesia associado. Em 1724 tornou-se doutor em jurisprudência, sendo nomeado como professor titular de poesia da Universidade de Wittenberg. Em 1730, ocupou o cargo de Professor de Direitos Natural e Internacional, e também o cargo de reitor da Academia de Wittenberg. Em 1733 passou como assessor adjunto da Faculdade de Direito, e em 1735, atuou como professor titular da Faculdade de Direito, e como assessor do presidente do Supremo Tribunal de Wittenberg. Em 1752 tornou-se assessor do Consistório de Wittenberg. Depois de uma grave doença, quase perdeu a visão, porém não parou de trabalhar.
Notabilizou-se por sua reconhecida experiência como jurista, além de seus amplos conhecimentos na área literária, bem como suas excelente qualidades como poeta latino e estudioso da antiguidade, ganhando reputação de grande envergadura.

## Obras
- Clericum ob pactionem cum patrono factam sacerdotio se abdicantem, 1738
- Caium. Mucium. Scaevolam cordum regis. parricidam ex. antiquitate. eruit et sancta. principum. capita, 1722
- De ivre vrbes mvniendi et mvnitiones reficiendi, ex legibvs romanis et imperii germanici pvblicis, 1734
- De laude nuda imprimis judiciali et legitima : ad L. I. §. III. D. De pericul. et commod. rei vendit, die Maii A.Q.S.P. est 1751
- De vasallo ad impensas in funus decessoris faciendas in subsidium obligato, 1737
- Ius militis auxiliarii apud gentes liberas et in S. R. Imperio, 1737
- Ivs militis avxiliarii apvd gentes liberas et in S.R. imperio, 1737
- L. Ivnivm. Brvtvm. reipvblicae. Romanae, 1721
- Obseruationes de reditibus annuis leuiori moneta solutis, 1736
- Observationes De animo novandi factis expresso, 1737
- Observationes De fide instrumentorum inprimis publicorum, 1738
- Observationes De probatione sanae mentis, 1737
- Observationes de proprietate rei donatae ad eum qui quasi mutuam accepit transeunte : L. XVIII. D. De R. C. et L. XXXVI. D. De A. R. D ... : vitembergae AD D April A.Q.S.P.E 1731/ quas praeside Christoph. Ludovico Crellio ... ; defendet Gottlob Henricus Kuntzel Dresdensis ..., 1757
- Observationes de reditibvs annvis leviori moneta solvtis, 1736
- Omnem cvlpam in negotiorvm gestorvm ivdicio praestari, 1733
- Qvando cvrator absentis heredes aeqve propinqvos a svccessione exclvdat, 1737